# Paperboy
Pour les articles homonymes, voir Paperboy (homonymie).
Paperboy est un jeu vidéo développé et édité par Atari Games sur borne d'arcade en 1984. Le joueur prend le rôle d’un livreur qui distribue les journaux à vélo en les lançant en direction de l'entrée des maisons. Le joueur doit éviter les obstacles qui se présentent à lui (chien, voiture, poubelle, etc.) tout au long de la rue.

## Système de jeu
Le joueur contrôle un camelot qui distribue les journaux à vélo le long d’une voie résidentielle. Le jeu est en deux dimensions (2D), et le paysage apparaît selon une perspective isométrique. Cette perspective permet de donner une impression de profondeur, notamment, à un jeu en 2D. Le livreur se situe au centre de l’écran, et le paysage défile en diagonale lorsqu’il avance dans la rue.
L’objectif principal du jeu est de conserver tous ses abonnés en leur livrant un journal pendant une semaine de jeu (du lundi au dimanche). Le joueur doit également éviter les obstacles qui se présentent à lui, puisqu’une collision entraîne la perte d’un point de vie. Accessoirement, le joueur a aussi la possibilité de vandaliser la maison des non-abonnés en cassant leur fenêtre avec un journal, ou de lancer des journaux sur les obstacles. Le joueur perd des abonnés lorsqu’il échoue à leur livrer un journal, ou lorsqu’il vandalise leur maison par erreur.

### Déroulement d’une partie
Le joueur peut choisir entre trois niveaux de difficulté : Easy Street (Rue facile), Middle Road (Route moyenne) et Hard Way (Voie difficile). Chaque jour de jeu débute en montrant au joueur une carte de la rue indiquant les maisons des abonnés (en bleu) et des non-abonnés (en rouge). Au cours du jeu, le joueur peut discerner les maisons des abonnés par leurs couleurs vives, comparativement aux maisons sombres des non-abonnés. Le joueur commence au bas de la rue et remonte sans jamais s’arrêter. En effet, le joueur peut contrôler la vitesse du vélo, mais le livreur ne peut pas s'arrêter ni reculer jusqu’à ce que la journée soit terminée. Dans la version sur arcade, une nuée d’abeilles s’abat sur le livreur  s’il ose freiner un instant.
Il est relativement simple de conserver ses abonnés : il suffit de leur livrer un journal. Aucune pénalité n’est accordée si le livreur livre plus d’un journal à la même maison. Le livreur peut transporter un nombre limité de journaux. Il doit donc ramasser des paquets de journaux tout au long de sa route, et certains paquets sont situés à des endroits difficiles d’accès. Si le livreur n’arrive pas à livrer un exemplaire de journal à un client, ce dernier annule son abonnement et risque de se venger le jour suivant en tentant de le piéger. Lorsque la difficulté du jeu augmente, le client mécontent risque même de poursuivre le livreur lorsque sa maison est vandalisée.
Le livreur doit rester en vie en évitant les obstacles qui se présentent à lui tout au long de la rue. Parmi les obstacles qu’il risque de rencontrer, on note les bornes fontaines (bornes d'incendie), les grilles d’égouts, les skateurs, les enfants avec jouets téléguidés, et même une tornade et La Mort en personne. Le joueur peut lancer des journaux sur certains obstacles afin d’obtenir des points bonus. Toutefois, il perd une vie s’il fonce sur les obstacles à vélo. Le livreur doit aussi traverser des intersections sans se faire frapper par les voitures qui y circulent (une tâche qui devient de plus en plus difficile au fil des jours).
Deux types de collisions sont possibles lorsque le livreur fonce dans un obstacle. Une collision marquée d'un « %#@*! » survient lorsque le camelot fonce dans des obstacles qui font partie du décor, comme les bornes fontaines, les clôtures et les panneaux de signalisation. Une collision avec un « SMACK! » survient lorsque le livreur rencontre des objets en mouvement. Dans ce cas, on peut entendre la voix du livreur commenter le jeu. Par exemple, s’il entre en collision avec un enfant à tricycle, il dira « I hate that kid » (« Je déteste ce gamin »), alors qu’il lancera un « Let’s see you hang ten » (« On voudrait te voir faire un hang ten ») aux skateurs qu’il rencontre.
La difficulté du jeu augmente à chaque « jour » dans le jeu, c’est-à-dire que les obstacles se multiplient, que les voitures roulent plus vite et que les paquets de journaux sont plus difficiles à obtenir. Le dimanche, dernière journée dans le jeu, les journaux volent plus lentement, ce qui demande un ajustement des réflexes du joueur.
Le joueur gagne la partie en terminant le dernier niveau tout en conservant ses abonnés. Le jeu se termine avec un journal qui apparaît à l’écran, sur lequel on voit la photo du livreur qui tient un trophée avec le titre « Paperboy wins awards for outstanding paper delivery » (« Paperboy gagne un prix pour son extraordinaire prestation de livreur de journaux »). Le jeu se termine également lorsque le livreur perd toutes ses vies mais, dans ce cas, c’est le titre « Paperboy calls it quits » (« Paperboy démissionne ») qui apparaît sur le journal. Si le livreur perd tous ses abonnés, le journal commente son échec par le titre « Paperboy fired » (« Paperboy est mis à la porte ») et on peut entendre une voix dire « You’re fired » (« T'es viré ! »).

### Pointage
Pour chaque journal livré dans la boîte aux lettres d’un abonné, le joueur reçoit 250 points. Le joueur reçoit 100 points si le journal est livré sur le pas de la porte de la maison. Les points sont multipliés par deux si le niveau de difficulté est Middle Road, et par trois s’il s’agit de Hard Way. Le joueur gagne aussi des points en vandalisant la maison des non-abonnés, en écrasant les plates-bandes et en lançant des journaux sur les obstacles.
Le joueur reçoit un prix de Perfect Delivery (livraison impeccable) lorsqu’il arrive à livrer un journal à tous les abonnés lors d’une journée. Ce prix permet de doubler les points gagnés à chaque livraison, et de regagner un client qui n’était plus abonné, jusqu’à concurrence de dix abonnés sur vingt maisons. Si le joueur obtient le prix de Perfect Delivery mais qu’il possède déjà dix abonnés, ses points sont doublés sans obtenir d’abonné supplémentaire.

### Entraînement
Le joueur a accès à un parcours d’entraînement à chaque fois qu’il termine un niveau. Il s’agit d’un parcours où se trouvent plusieurs obstacles, ainsi que des objets sur lesquels le camelot peut lancer des journaux, et des rampes pour faire des sauts à vélo. Le joueur gagne des points bonus en lançant des journaux sur des cibles, en réalisant des sauts (qui remplissent sa réserve de journaux), et en terminant le parcours à l’intérieur du temps imparti. Puisqu’il s’agit d’un niveau bonus, le joueur ne perd pas de vie en fonçant dans des obstacles ou en ne terminant pas le parcours à temps. Une fois ce niveau terminé, une nouvelle journée commence.

### Bug
Dans les versions les plus anciennes du jeu, il était possible pour le joueur de contourner la ligne d’arrivée afin de recommencer le même niveau une deuxième fois plutôt que de le terminer. Ce bogue donnait lieu à l’apparition de données erronées sur l’écran, tout en donnant plein de points au joueur.

## Développement
Le jeu a été conçu et programmé par John Salwitz, Dave Ralston et Russel Dawe. Les dessins ont été réalisés par Doug Snyder, le son est l’œuvre de Hal Canon. C’est Will Noble qui s’est chargé de l’animation.

### Matériel
Sur borne d’arcade, le camelot est contrôlé par le joueur à l’aide d’un guidon de vélo. Le joueur peut tourner le guidon, le pousser pour faire accélérer le vélo, ou le tirer pour freiner. De chaque côté du guidon, le joueur peut appuyer sur un bouton qui permet de lancer des journaux. Sur console, les contrôles sont remplacés par les flèches et les boutons de la manette de la console.
Le jeu d’arcade tourne sur le système Atari 2, conçu pour les jeux d’arcade. Le système utilise un DEC T-11 de 10 MHz, un microprocesseur produit par la Digital Equipment Corporation. Pour gérer le son et l’entrée de la pièce de monnaie, un MOS Technology 6502 de 2,2 MHz est utilisé. Le microprocesseur utilisé pour la musique est un Yamaha YM2151, alors que celui qui est utilisé pour la voix est un Texas Instruments LPC Speech Chip. Le jeu utilise aussi un Slapstick 137412-105, qui permet d’augmenter la mémoire utilisable par le processeur (technique bank switching).

## Accueil
En 1986, la British Software Industry a nommé Paperboy « Jeu de l’année ». Le jeu, qui a par la suite été porté sur consoles et ordinateurs personnels, rencontre un succès mitigé. Sur Atari Lynx, le jeu reçoit une critique positive de Defunct Game (83/100), mais Power Play lui décerne plutôt 56/100. 
Le magazine Player One, dans son numéro 7 de mars 1991, attribue à la version NES une note de 68 %, lui reprochant des "graphismes très moyens". 
Les critiques concernant Paperboy sur Xbox 360 se situent dans les environs de 60/100. Le jeu est peu populaire sur Game Boy.

## Postérité

### Portage
À partir de 1986, le jeu a été porté sur consoles ainsi que sur ordinateur personnel. Certaines versions offrent au joueur de prendre le rôle d’une fille plutôt que celui d’un garçon.
- 1986 - ZX Spectrum (Elite Systems), Commodore 16
- 1987 - Amstrad CPC
- 1988 - NES, Apple IIGS [6].  (Mindscape)
- 1989 - Amiga, Atari ST, DOS (Elite Systems)
- 1990 - Game Boy (Mindscape), Atari Lynx
- 1991 - Mega Drive (Tengen)
- 1992 - Sega Game Gear
- 1999 - Game Boy Color (Digital Eclipse - Midway), Nintendo 64 (Midway)
- 2000 - Sega Dreamcast
- 2003 - PlayStation 2 (Midway Arcade Treasures), Nintendo Gamecube
- 2005 - Game Boy Advance
- 2006 - Xbox 360 XLA (Digital Eclipse - Midway) [1]

### Suite
Une suite est sortie en 1991 sous le nom Paperboy 2. Cette version n’est pas disponible sur borne d'arcade. On la retrouve sur Amiga, Amstrad CPC, Atari ST, DOS, Game Boy, Game Gear, Sega Megadrive, NES, Super Nintendo et ZX Spectrum.